# For What It’s Worth
For What It’s Worth (Stop, Hey What’s That Sound) ist ein Lied von Stephen Stills für seine Band Buffalo Springfield. Aufgenommen im Jahr 1966 avancierte der Rocksong im Folgejahr zum Top-10-Hit in den Vereinigten Staaten.

## Vorgeschichte

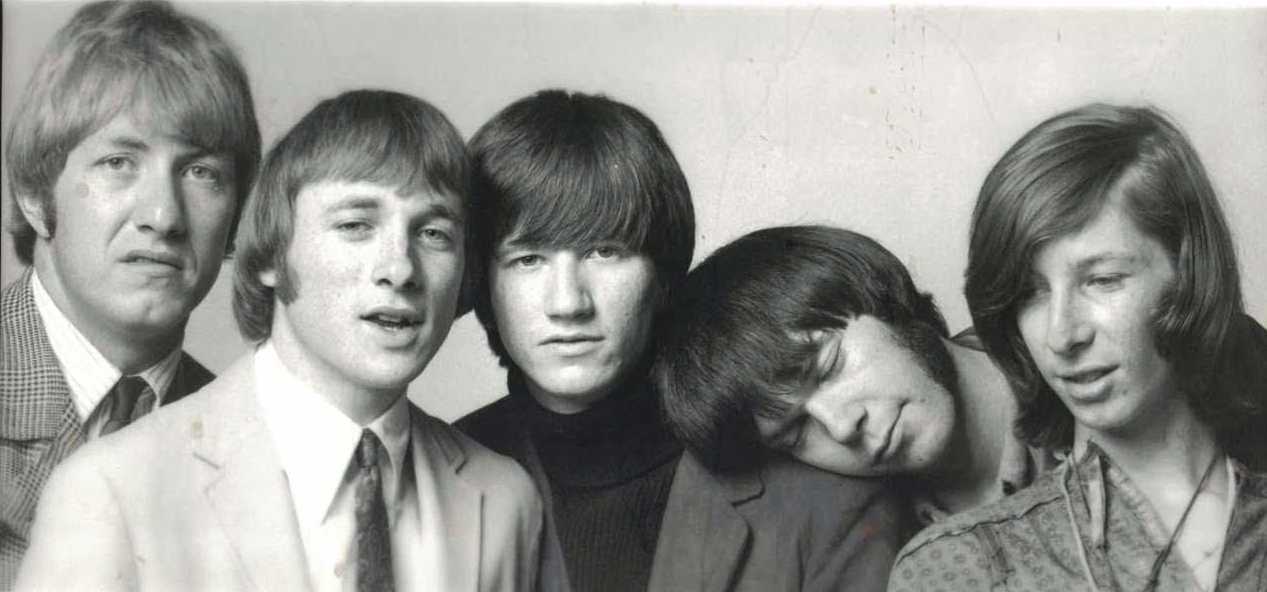
Buffalo Springfield von links: Dewey Martin, Stephen Stills, Richie Furay, Neil Young und Bruce Palmer.

Mitte der Sechzigerjahre war der Sunset Strip in West Hollywood die Weggehmeile der jungen Generation. Hier befanden sich die Nachtklubs Pandora’s Box (8118 Sunset Blvd) und London Frog (8919 Sunset Blvd) sowie mit dem Whisky a Go Go (8901 Sunset Blvd) der erste Club im Großraum Los Angeles, in dem beinahe täglich Rockbands auftraten. Im Juni 1966 bekamen Buffalo Springfield ein sechswöchiges Engagement als Hausband des Whisky a Go Go, wo sie neben Bands wie The Doors und The Byrds live auftraten.
Da sich Anwohner und Geschäftsleute vom allabendlichen Treiben der Jugend gestört fühlten, beschloss der Stadtrat am Sunset Strip ein Aufenthaltsverbot und eine strikte Ausgangssperre nach 22 Uhr. Das Whisky a Go Go musste seinen als anstößig empfundenen Namen in Whisk ändern. Daraufhin kam es ab dem 12. November 1966 zu Massenaufläufen und teilweisen Ausschreitungen, den sogenannten „Hippie-Unruhen“ (oder auch Sunset Strip Curfew Riots). Auf dem Höhepunkt der Unruhen wurde Neil Young am Sunset wegen Fahrens ohne Führerschein verhaftet, im Gefängnis von einem Polizisten als „stinkender Hippie“ beleidigt und zusammengeschlagen. Seine Manager Charles Greene und Brian Stone bekamen ihn gegen Zahlung einer Kaution frei. Stephen Stills, der bei den Novemberunruhen erlebte, wie die Polizei den Sunset Boulevard räumte und alle unter 25-Jährigen vertrieb, schrieb daraufhin den Song For What It’s Worth. Der Protestsong wurde am 5. Dezember 1966 in den Columbia-Studios (6121 Sunset Blvd) aufgenommen und kurz darauf als Single veröffentlicht. Für die B-Seite wurde die Komposition Do I Have to Come Right Out and Say It? von Neil Young ausgewählt.

## Originalversion

### Text
Der Liedtext geht direkt auf das Geschehen am Sunset Strip ein, wenn Stills mit der Zeile beginnt: “There’s something happening here // But what it is ain’t exactly clear.” Weiter heißt es: “Young people speaking their minds // Getting so much resistance from behind.”
Die Formulierung For What It’s Worth kommt im Lied selbst nicht vor. Die Plattenfirma Atco Records ergänzte in Klammern die einprägsame Zeile Stop, Hey What’s That Sound, um Konsumenten und Radio-DJs die Liederkennung zu erleichtern.

### Musik
Die Musik beginnt mit sparsamer Instrumentierung. Über der groovenden Rhythmusgruppe steht ein einzelner, mit Hall versehener Gitarrenton. Markant ist auch Neil Youngs Gitarrenspiel vor und nach der Zeile „Paranoia strikes deep“ sowie im Fadeout des Songs.
Die Single stieg im Januar 1967 in die Charts ein und kam bis auf Platz 7 der Billboard Hot 100. Um den Verkauf des Debütalbums Buffalo Springfield aus dem Vorjahr anzukurbeln, wurde bei dessen Neuauflage die Stills-Komposition Baby Don’t Scold Me weggelassen und durch For What It’s Worth ersetzt.
Buffalo Springfield präsentierten ihre Hitsingle mehrere Male live oder Playback im US-amerikanischen Fernsehen. In Dick Clarks After School Rock-Showcase (Motto: „Where The Action Is“) traten sie mit Ken Koblum am Bass auf, da Bruce Palmer wegen Marihuana-Besitzes verhaftet und in sein Herkunftsland Kanada abgeschoben worden war. In der ABC-Show Hollywood Palace spielten sie ein Medley aus For What It’s Worth und Mr. Soul.

### Besetzung
- Leadgitarre & Gesang: Stephen Stills
- Leadgitarre: Neil Young
- Rhythmusgitarre: Richie Furay
- Bass: Bruce Palmer
- Schlagzeug: Dewey Martin
- Produktion: Stan Ross, Tom May[7]

## Kommerzieller Erfolg

### Chartplatzierungen
| ChartsChartplatzierungen       | Höchstplatzierung | Wochen |
| ------------------------------ | ----------------- | ------ |
| Vereinigte Staaten (Billboard) | 7 (15 Wo.)        | 15     |

| ChartsJahrescharts (1967)      | Platzierung |
| ------------------------------ | ----------- |
| Vereinigte Staaten (Billboard) | 27          |

### Auszeichnungen für Musikverkäufe
| Land/Region                  | Auszeichnungen für Musikverkäufe (Land/Region, Auszeichnung, Verkäufe) | Verkäufe |
| ---------------------------- | ---------------------------------------------------------------------- | -------- |
| Dänemark (IFPI)              | Gold                                                                   | 45.000   |
| Italien (FIMI)               | Gold                                                                   | 25.000   |
| Neuseeland (RMNZ)            | 3× Platin                                                              | 90.000   |
| Spanien (Promusicae)         | Gold                                                                   | 30.000   |
| Vereinigtes Königreich (BPI) | Platin                                                                 | 600.000  |
| Insgesamt                    | 3× Gold · 4× Platin ·                                                  | 790.000  |

## Coverversionen und Samples

### Coverversionen
Die Seite Secondhandsongs.com listet 149 Versionen des Titels. Bereits im August 1967 machten die Staple Singers eine Gospelversion für ihr gleichnamiges Album. Lou Rawls lieferte 1968 eine von David Axelrod produzierte Jazzversion für sein Album I Can’t Make It Alone ab.
Die jamaikanische Band The Uniques nahm 1968 eine von Winston Lowe produzierte und von Lloyd Charmers arrangierte Version auf und veröffentlichte diese unter dem auf einem Missverständnis beruhenden Titel Watch This Sound. Mit Ansel Collins am Klavier war Watch This Sound auch die erste Aufnahme, auf der Aston Barrett Bass spielte.
Cher nahm ihre Version 1969 für das Album 3614 Jackson Highway im Muscle Shoals Sound Studio auf. Im August 1969 spielten Sergio Mendes & Brasil ’66 eine Latinoversion für das Album Stillness ein. Im Juli 2011 veröffentlichte Stevie Nicks ihre Version als Single-Auskopplung zu ihrem Album In Your Dreams und trat damit in der Sendung Good Morning America auf.

### Samples
Afrika Bambaataa & Soulsonic Force veröffentlichten 1996 eine über sechs Minuten lange Hip-Hop-Version von For What It’s Worth. Charakteristisch ist die Kombination von Samples der Originalversion mit eigenen, gerappten Liedtexten.
Public Enemy sampelten For What It’s Worth 1998 für ihren Song He Got Game, wobei Stephen Stills Teile des Liedes erneut einsang und einspielte.